# Бахамски острови
 За архипелага вижте Бахамски острови (архипелаг).  
Бахамските острови (на английски: The Bahamas), официално Бахамска общност (на английски: Commonwealth of the Bahamas), са островна държава в Карибския регион. Те са едни от първите острови в Карибите. Архипелагът, в който са включени Бахамските острови и островите Търкс и Кайкос, също се нарича Бахамски острови.

## География

### Географско положение, граници, големина
Бахамските острови са група острови, разположени в западната част на Атлантическия океан, югоизточно от полуостров Флорида, североизточно от остров Куба и северозападно от остров Еспаньола. Простират се от северозапад на югоизток на протежение около 900 km и са с площ 13 878 km².
Крайни точки:
- крайна северна точка – 27°16′22″ с. ш. 78°25′16″ з. д. / 27.272778° с. ш. 78.421111° з. д., безименно островче от Малката Бахамска банка.
- крайна южна точка – 20°54′47″ с. ш. 73°38′48″ з. д. / 20.913056° с. ш. 73.646667° з. д., най-южния нос на остров Голям Инагуа.
- крайна западна точка – 25°36′30″ с. ш. 79°18′43″ з. д. / 25.608333° с. ш. 79.311944° з. д., безименно островче от о-вите Бимини.
- крайна източна точка – 22°19′34″ с. ш. 72°42′46″ з. д. / 22.326111° с. ш. 72.712778° з. д., безименно островче на изток от остров Маятуана

### Острови, геоложки строеж, релеф
Архипелагът на Бахамските острови се състои от 690 острова, от които само 29 са с постоянно население. Бреговата линия на всички острови е 2460 km. Най-големите острови са: Андрос (5957 km²), Абако (1681 km²), Голям Инагуа (1544 km²), Гранд Бахама (1373 km²), Лонг Айлънд (596 km²), Елеутър (484 km²), Аклинс (389 km²), Кет (388 km²), Ексума (290 km²), Маягуана (265 km²), Крукед Айлънд (261 km²), Ню Провидънс (207 km²).
Бахамските острови са разположени по периферията на плосковърхи подводни възвишения, изградени основно от коралови варовици. Потопените участъци на подводните възвишения представляват обширни плитчини, изобилстващи от коралови рифове, като най-големите са Голямата (на югозапад) и Малката (на север) Бахамски банки. Повърхността на островите е равнинна с височина до 60 m и с широко разпространени карстови форми.

### Климат, води, растителност
Климатът на островите е тропичен, пасатен, с ясно изразен дъждовен сезон от май до октомври. Средните месечни температури са от 21 – 24° до 32°С, а годишната сума на валежите е 1000 – 1600 mm. Често явление са мощните урагани. На островите има множество солени езера (най-голямо е езерото Уиндзор на остров Голям Инагуа), които в повечето случаи представляват лагуни, свързани с морето. Прясна вода се добива от карстови кладенци.
На островите преобладават бодливите вечнозелени храсти, а значителни участъци са заети от борови гори. На островите Андрос и Абако растат листопадни и вечнозелени тропически гори, а по крайбрежията – кокосови палми. Най-характерните културни растения отглеждани на островите са агаве (сизал), ананаси, портокали, банани, домати, захарна тръстика.

## История
- 12 октомври 1492 г. – о-в Уотлинг (Сан Салвадор или Гуанаани) е първата земя от американския континент, открита от Христофор Колумб;
- ХVI в. – островите са под контрол на испанците;
- 1629 г. – започва създаването на първите английски постоянни селища и островите стават английска колония;
- ХVII-ХVIII в. – островите са пристанища на пирати, разцвет на търговията с роби;
- ХХ в. – САЩ създават военни бази на о-вите Маягуана, Андрос и Голям Абако;
- 10 юли 1973 г. – Бахама получава независимост.

## Население
Населението на страната е 353 658 души (към 2010 г.).
- Етнически състав: бахамци (главно мулати) – 76,6 %, хаитяни – 13,5 %, ямайци – 1,8 %, англичани – 2,7 %, американци – 2,3 %, други – 3,1 %.
- Официален език: английски.
- Конфесионален състав: християни – 97,4 % (от тях протестанти – 72,3 %, католици – 27,7 %), други – 2,6 %.
- Градско население: 60 %.
- Столица: Насау (на о-в Ню Провидънс) – 200 хил. ж. По-големи градове – Фрипорт, Кемпс Таун.

## Държавно устройство
Независима държава, влизаща в състава на Британската общност. Глава на държавата – кралят на Великобритания, представен от генерал-губернатор. Законодателната власт се осъществява от парламент (избиран за 5 години), състоящ се от сенат (16 назначавани членове) и палата на събранието (49 депутати). Изпълнителната власт се осъществява от министерски съвет.

## Стопанство
Основен отрасъл е туризмът. Добре развит е банковият сектор – действат над 400 клона на чуждестранни банки. Промишлеността е представена от нефтопреработващи заводи, предприятия на хранително-вкусовата и леката промишленост. Отглежда се захарна тръстика, цитруси, ананаси и др. Развито е и птицевъдството и риболовът.

## Административно деление
Окръзите на Бахамските острови създават система от местно управление навсякъде освен в Ню Провиденс, с чиито дела се занимава централното управление. Окръзите, без Ню Провидънс, са:
|  | - Аклинс - Бери айлъндс - Бимини - Котешки острови - Централен, Абако - Централен Андрос - Централен Елеутера - Град Фрийпорт, Гранд Бахама - Извит остров - Ийст градн Бахама - Ексума - Гранд Кей, Абако - Харбор айлъндс, Елеутера - Град Надежда, Абако - Инагуа | - Лонг айлънд (Бахамите) - Мангруув Кей, Андрос - Майагуана - Муур айлънд, Абако - Северен Абако - Северен Андрос - Северна Елеутера - Рагд айлънд - Рум Кай - Сан Салвадор (Бахамите) - Южен Абако - Южен Андрос - Южна Елеутера - Испански Уелс - Западен Гранд Бахама |